# Cecil megye
Cecil megye az Amerikai Egyesült Államokban, azon belül Maryland államban található. Megyeszékhelye és legnagyobb városa Elkton. Lakosainak száma 103 725 fő (2020. április 1.). Cecil megye Chester, Lancaster, New Castle, Harford és Kent megyékkel határos.

## Népesség
A megye népességének változása:
| Lakosok száma | 101 160 | 101 601 | 101 684 | 101 913 | 102 382 | 103 725 |
|               | 2010    | 2011    | 2012    | 2013    | 2015    | 2020    |